# Teinopodagrion setigerum
Teinopodagrion setigerum – gatunek ważki z rodziny Megapodagrionidae. Występuje w północno-zachodniej części Ameryki Południowej. Jest endemitem gór Ekwadoru; w starszych publikacjach jako miejsce występowania podawano też Peru i Boliwię, ale odłowione tam okazy okazały się przedstawicielami dwóch opisanych w 2001 roku gatunków: T. chinchaysuyum i T. decipiens.